# Koháry Mária Antónia
Csábrági és szitnyai herceg Koháry Mária Antónia Gabriella (Buda, 1797. július 2. – Bécs, 1862. szeptember 25.) a nemes Koháry család tagja, II. Ferdinánd portugál király édesanyja, az első magyar zeneszerzőnő.

## Élete
Koháry Mária Antónia grófnő (1815-től hercegnő) 1797-ben született herceg Koháry Ferenc József és gróf Maria Antonia von Waldstein zu Wartenberg leányaként. Atyja révén a bécsi udvari körök dédelgetett kedvence volt. Maga Ferenc császár irányította rá leendő férjének, Coburg Ferdinánd György Ágost hercegnek (1785–1851) a figyelmét. A herceg a császári hadseregben szolgált, és a napóleoni háborúk harcaiban többször is kitüntette magát. A Kulm melletti csatában nemcsak a porosz sereget mentette meg, és a tőlük elvett ágyúkat szerezte vissza, hanem közel 2000 hadifoglyot is ejtett. Egy ütközetben tíz sebet kapott. Érdemeiért megkapta a Mária Terézia-rend (MMThO) középkeresztjét is.
Esküvőjüket 1816. január 2-án Bécsben tartották meg. Házasságukból származik az egykori portugál és bolgár uralkodócsalád. 1827-ben anyja lépéseket tett, hogy a Koháry-vagyont a veje örökölhesse. Erre azért volt szükség,  mert férje halála (1826) után sokan meg akarták szerezni a hatalmas birtokot. Végül 1830-ban sikerült a Koháry-birtokokat átruházni, több mint 1 800 000 forint kifizetése ellenében. Ennek az öröklésnek azonban édesapja szabott egy feltételt: a családnak viselnie kell a Koháry nevet is. Így aztán egy ideig használták a Coburg–Koháry családnevet.
1862-ben Bécsben halt meg.

## Családja
1816 telén, Bécsben feleségül ment Ferdinánd György Ágost szász-coburg-gothai herceghez (1785–1851), akitől négy gyermeke született:
- Ferdinand August Franz Anton (1816–1885), 1837-től II. Ferdinánd néven Portugália királya, II. Mária (da Glória) portugál királynő férje.
- August Ludwig Viktor (1818–1881), aki 1843-ban Marie-Clémentine d’Orléans francia királyi hercegnőt (1817–1907), Lajos Fülöp király leányát vette feleségül.
- Leopold Franz Julius (1824–1884)
- Viktoria Franziska Antonia Juliane Luise (1822–1857), aki 1840-ben feleségül ment Louis Charles Philippe Raphael d’Orléans francia királyi herceghez (1814–1896), Nemours hercegéhez, Lajos Fülöp király fiához.

## Külső hivatkozások
- A Koháry-család genealógiája (Genealogy.euweb) Archiválva 2016. július 16-i dátummal a Wayback Machine-ben